# Maurice Dekobra
Maurice Dekobra, vlastním jménem Ernest Maurice Charles Tessier (26. května 1885, Paříž – 1. června 1973, Paříž) byl francouzský spisovatel – reportér, romanopisec, dramatik, básník, povídkář a překladatel. V období mezi světovými válkami byl jedním z nejznámějších francouzských spisovatelů. Jeho knih se prodalo 90 milionů výtisků a vyšly v 77 jazycích včetně češtiny. Navzdory tomu je nyní považován za „zcela neznámého“.

## Život a dílo
V devatenácti letech začal svou kariéru jako trilingvní novinář (psal francouzsky, anglicky a německy). Za první světové války byl tlumočníkem v indické a posléze v americké armádě. Kontakty, které tehdy navázal, v něm zažehly vášeň pro cestování. Svůj pseudonym připsal zážitku ze severní Afriky, kde viděl vystoupení krotitele hadů s dvěma kobrami. Tehdy začal přemýšlet o dvou kobrách (francouzsky deux cobras), což je přivedlo k jménu De-kobra a nakonec Dekobra. Z jeho příjmení a díla také vznikl pojem dekobrismus pro romány s novinářskými rysy. V letech 1939–1945 žil v USA. Po návratu do Francie začal psát detektivky; jedna z nich byla v roce 1951 oceněna Prix du Quai des Orfèvres.
Rozhodujícím setkáním jeho života bylo setkání s nakladatelem Gilbertem Baudinièrem (1893–1953). Dekobrova kniha Madonna spacích vozů byla výrazným úspěchem nakladatelství, jemuž autor již zůstal věrný – vyšlo v něm téměř půl stovky jeho knih. Spolu vytvářeli skutečnou obchodní společnost; poprvé se prodej knihy stal výjimečnou událostí: plakátové kampaně, prodej zahájený o půlnoci atd. Dekobra, který se o imaginaci čtenářů dělil se surrealistickým hnutím, je otec kosmopolitní literatury. Jako jeden z prvních psal knihy, které vynikaly zeměpisnou přesností. Stal se světovou hvězdou – při jeho autogramiádě v newyorském hotelu Waldorf-Astoria museli zájemci o jeho podpis vystát šestikilometrovou frontu. Pravděpodobně byl jednou z inspirací pro Hergého Tintina. Další z jeho úspěšných knih, Macao, l'enfer du jeu, byla roku 1938 zfilmována Jeanem Delannoyem s Erichem von Stroheimem v roli Wernera von Kralle.
Duše v zajetí (Flammes de velours) se zčásti odehrávají na jihočeském zámku Orlík, přičemž nechybí ani popis blízké vesnice Staré Sedlo.

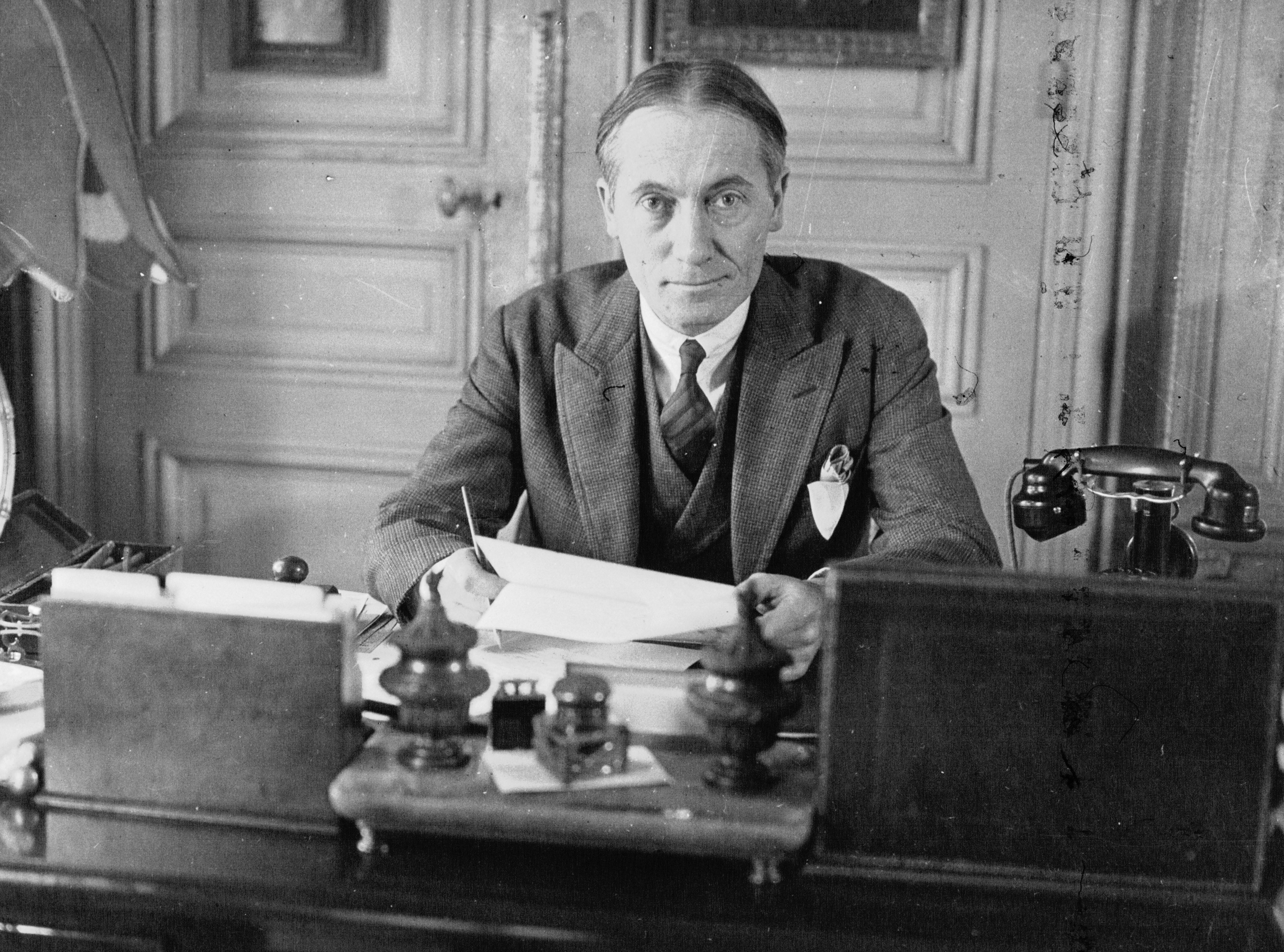
Maurice Dekobra (1932)

Madonnu spacích vozů několikrát cituje český básník Petr Král v úplném vydání své knihy Pařížské sešity (Pulchra, 2012).